# ソビエト連邦の歴史
本項では、ソビエト連邦の歴史について述べる。
1917年の十月革命によって誕生したロシア・ソビエト連邦社会主義共和国は、世界初の社会主義国家として知られ、後のソビエト連邦の基礎を確立している。およそ5年続いたロシア内戦の後、1922年12月30日に開かれた第1回全連合ソビエト大会においてソビエト連邦結成条約が締結されたことにより、ソビエト社会主義共和国連邦が誕生した。
1924年1月には指導部を率いたウラジーミル・レーニンが早逝、その頃からはヨシフ・スターリンとレフ・トロツキーとのあいだで起きていた主導権爭いが表面に浮き彫りはじめ、トロツキーの側が排除されることでスターリンの有利に終わった。1936年に新憲法が制定されると、スターリンは大粛清を行い基盤をさらに強化する。この時代に全土規模の工業化が進められ、世界恐慌の影響さえも受けずにいたソビエト連邦は、1941年にナチス・ドイツの奇襲によって第二次世界大戦へ参戦し、1945年にドイツが降伏するとソビエト連邦は東欧一帯をその支配下に置き、周辺に社会主義国を樹立させ、第二次世界大戦の同盟国であったアメリカ合衆国と世界を二分した。
スターリンの死をきっかけに、ソビエト連邦は官民共同の刷新、躍進が行われることとなった。個人崇拝批判や平和共存、自治共和国の復権はいずれも50年代に成し遂げられたものであり、1960年代には81カ国共産党・労働者党代表者会議をモスクワで開催、米ソで競争を繰り広げた宇宙開発では世界初の有人宇宙飛行の成功を収めた。しかし、フルシチョフに続く四半世紀の間のソビエト連邦は、支配強化と経済停滞を経験する。1968年のチェコスロヴァキア侵攻、1979年のアフガニスタン侵攻は、ソビエト連邦と親善にある社会主義諸国に激震が走り、また、当時の最高指導者レオニード・ブレジネフが社会主義全体の利益のための一国の主権制限を事実上容認したことによって、アルバニアのワルシャワ条約機構脱退、中ソ国境紛争などを招いた。しかし、ソビエト連邦は同時期にアフリカへの関与を強め、アンゴラの独立、モザンビークの独立を支援した。これら諸国に対する援助は莫大なものになり、停滞するソ連経済を圧迫することとなる。
1980年、東欧はポーランドで反乱が発生し、チェコスロヴァキアのような武力介入こそはなかったものの、ソビエト連邦は激しい干渉を行い鎮圧する。ほどなくユーリ・アンドロポフによる支配へ替わり、ソビエト連邦の中では汚職撲滅が盛んとなる。やがて自身の基盤を安定させたアンドロポフだが、病に侵された身体は激務によって一層の衰弱を起こし死亡。1984年にアンドロポフの後任としてコンスタンティン・チェルネンコが政権を握ったが、こちらも老齢であったため1年も持たずに亡くなった。
1985年、ミハイル・ゴルバチョフが55歳の若さで最高指導者に君臨すると、さかんな内政や外交への改革政策などでその手腕を表し始める。当時よりソ連各地で事故が起こっていたことに不満を抱いていたゴルバチョフは、1986年のチェルノブイリ原子力発電所事故で早急の改革を決断。しかしこの改革は、中央指導部、そして地方指導部では警戒を招くこととなり、後のゴルバチョフが改革派・保守派両側から挟まれる原因にもなった。外交面では1987年以降、積極的に冷戦緩和へと動き始め、アメリカとの中距離核戦力全廃条約締結、ドイツ統一条約への根回し、マルタ会談ではソビエト連邦は冷戦の終結を宣言した。
外交面で成果を収めたソビエト連邦であったが、内政では1988年以降、ソビエト連邦を構成するエストニアが主権宣言を採択したことにより他の構成国もこれに続いて主権を宣言する事態に発展。その後も、ソ連中央と構成国との軋轢、ソビエト連邦以前の歴史問題を発端とした構成国と構成国との衝突は激化する一方で、連邦の存在そのものが大きく問われることとなる。
1991年には、ソビエト連邦という機構そのものを見直すために1922年連邦条約に替わる新連邦条約が締結されるはずであったが、改革派とともにゴルバチョフとの関係が険悪であった保守派によって中断されてしまう。その後、構成国は総じてソビエト連邦から離脱することを決め、同年12月のロシア、ウクライナ、白ロシアの三国が独立国家共同体創設合意によりソビエト連邦存続の可能性は完全に途絶えてしまう。12月25日、ゴルバチョフは自身の辞任を表明、翌26日にソビエト連邦の存在の終了は決議され、69年の歴史に幕を下した。
連邦を構成していた諸国はいずれも主権国家としてそれぞれに道を進むも、急激な変化による情勢の混乱は避けられなかった。ロシアでは1993年、新憲法制定をめぐって大統領と最高会議が衝突、タジキスタンでは独立から1997年までにイスラーム勢力との内戦、アルメニアとアゼルバイジャンは、両国の間に位置するナゴルノ・カラバフをめぐって戦争状態に陥り、現在に続く対立関係がある。
※ 本稿では、1918年2月1日より日付はグレゴリオ暦による。

## ソビエト連邦の形成まで

### 血の日曜日事件

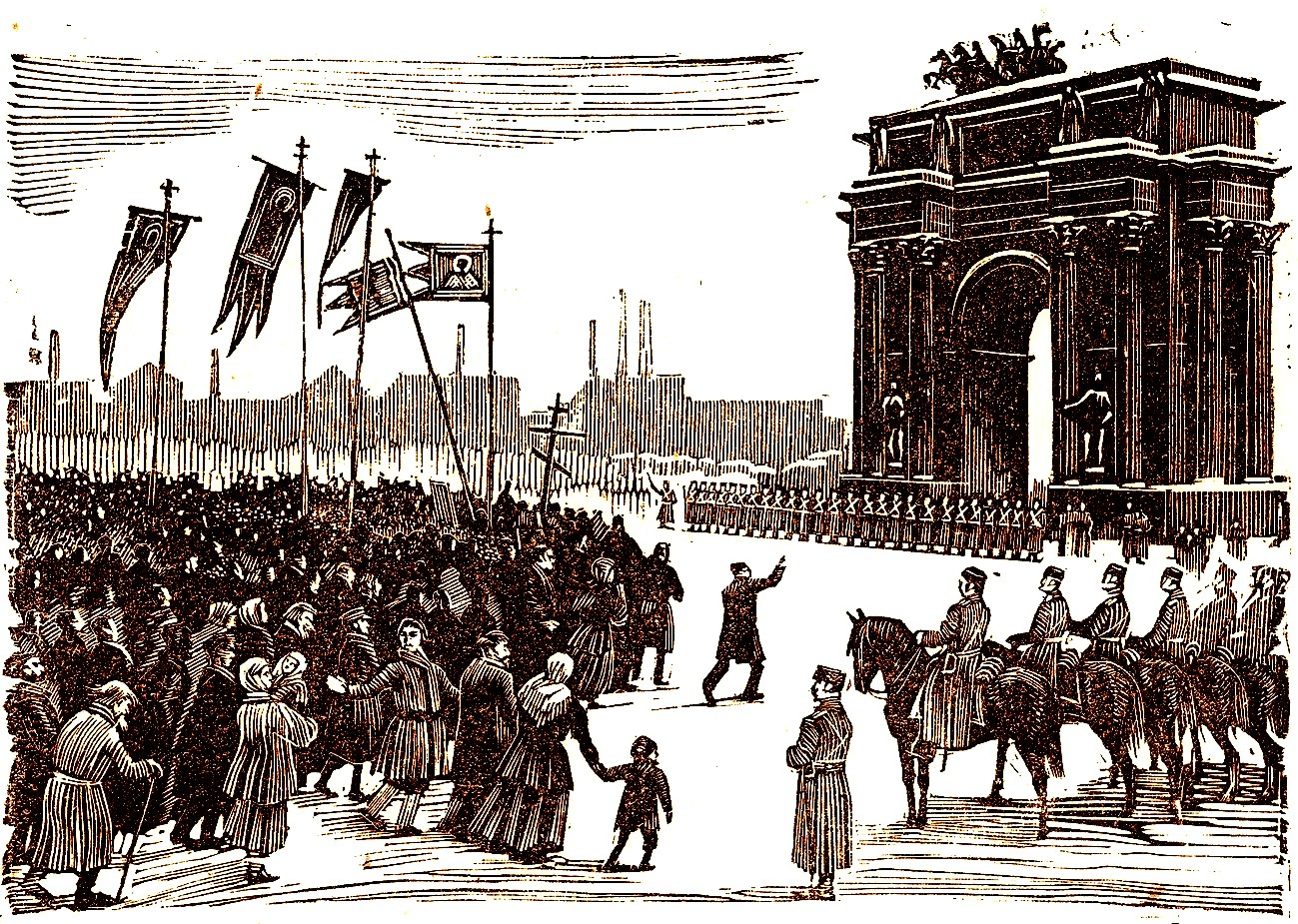
1月9日早朝のナルバ凱旋門

1917年の二度にわたる革命の総稽古であり、それなしには十月革命の成功は考えられないと言われる{{第一次ロシア革命の勃発の合図となったのが血の日曜日事件である。

### 十月革命

#### ペトログラードの武装蜂起

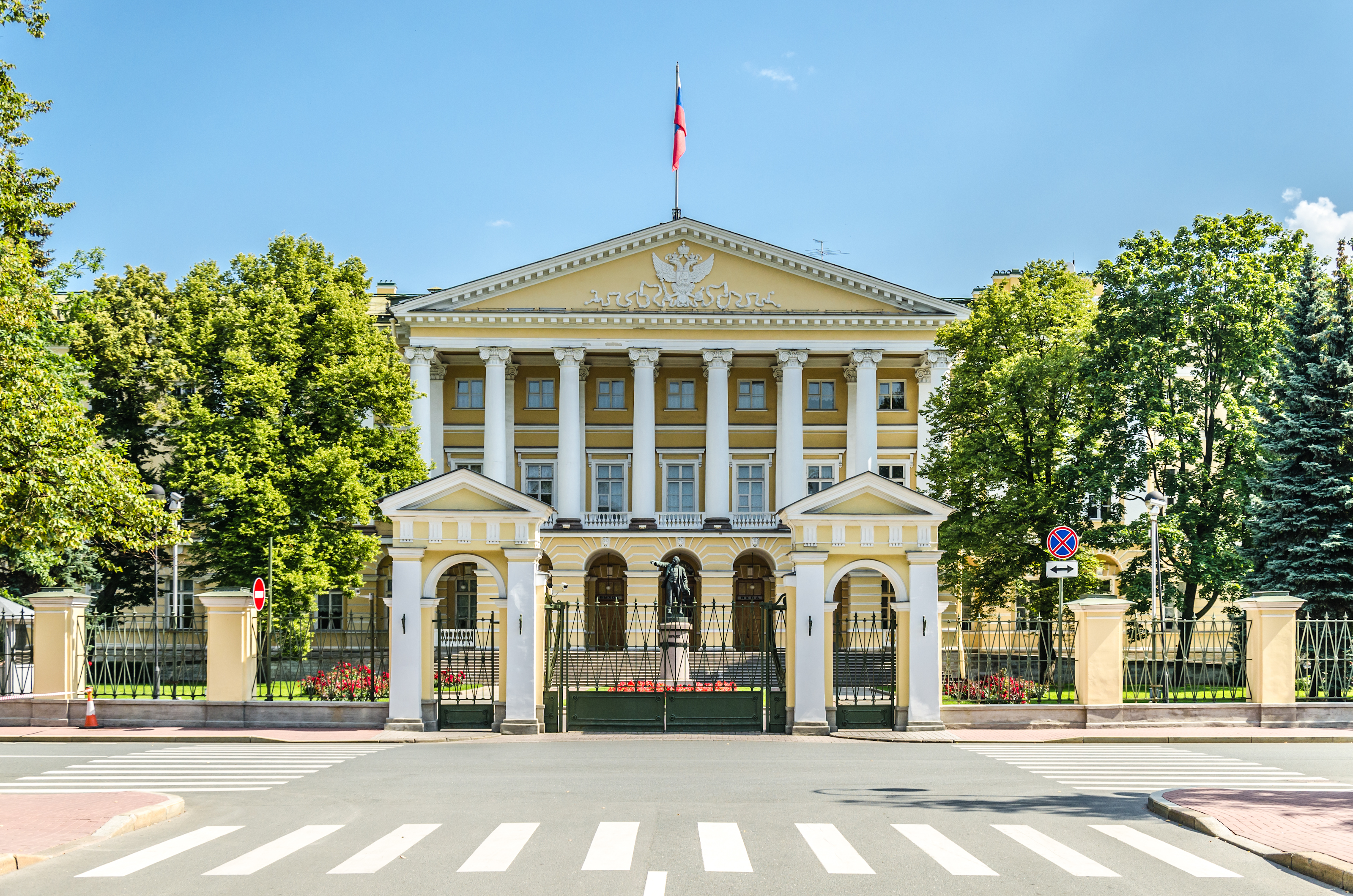
スモーリヌイ女学院

10月24日午前5時半、臨時政府の側にある士官学校生徒の一隊は『ラボーチイ・プーチ 』の印刷所に突入し、あらゆる機材および新聞を破壊・強奪した。それとともに臨時政府はペトログラード軍事革命委員会のコミッサールと委員を逮捕し、ボリシェヴィキ本部の置かれるスモーリヌイ女学院を占領するよう命令、午後にはボリシェヴィキ本部（スモーリヌイ）の置かれる地区の労働者を逃すため、接続するニコラエフスキー橋、ドヴォルツォヴィ橋及びリテイヌイ橋の往来を解放を決定した。
武装蜂起の準備を終えつつあったボリシェヴィキ内部では、印刷所の占拠、軍事革命委員の一斉逮捕の報が入り次第、すぐさま制圧された印刷所に警備隊を派遣し『ラボーチイ・プーチ』の発行を再開させるよう同委員会へ委任した。委任を受けた委員会は、午前１０時までに印刷所へ部隊を派遣させる。部隊の迅速な作業により1時間も経たずに再稼働した印刷所は、早速記事を発行する。発行した記事には、「臨時政府を打ち倒せ！」「全権力をソビエトへ！」の見出しがおどった。

## 1930年代

### 新憲法の制定へ
1936年12月5日に始まった第8回全連合ソビエト大会は、カリーニン中央委員会幹部会議長の宣言をもって開かれた。宣言のなかでは、1918年ソビエト=ロシア憲法施行以降にソビエト政権が採択した個々の決議が1924年憲法に明記されなかったこと、これらの決議を新憲法の制定をもって明記することを唱える。

## 1960年代
1960年代のソビエト連邦は、各国共産党もしくは労働党が一堂に会した81カ国共産党・労働者党代表者会議を主催し（1960年）、アメリカとの競争の末に人類初の有人宇宙飛行を成功させる（1961年）。栄華を極めた1960年代の前半期である一方、その後半では旧機構への激しい回帰が始まり、フルシチョフ政権とは真逆の姿勢へと転じる。

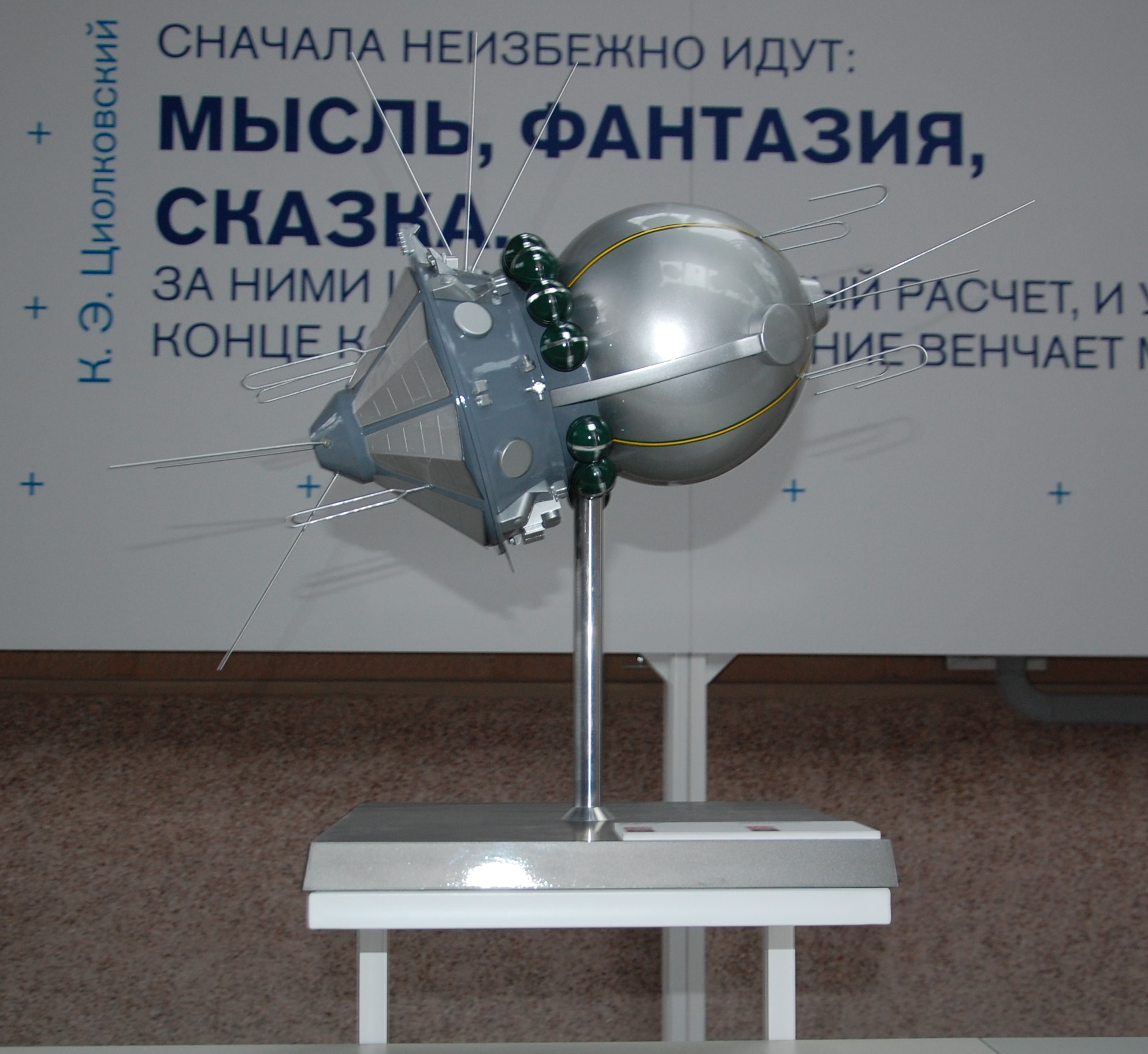
ボストーク1号

### 世界初の有人宇宙飛行
1961年4月12日、ユーリイ・ガガーリンを乗せたボストーク1号（Восток-1）は、バイコヌール宇宙基地より発射された。この機体は発射からおよそ10分を経て大気圏を突破し、地球を丸一周する。
飛行成功から1年を迎える1962年4月9日、最高会議幹部会はこの日を宇宙飛行士の日と定めた。

### 旧機構への回帰

#### フルシチョフの電撃辞職
1964年10月12日、アブハジアはピツンダで保養を受けているフルシチョフに、臨時召集の一報が入る。この一報はブレジネフからのものであり、フルシチョフはすぐさまモスクワへ帰った。
| 名前                         | 役職                       | 是非 | 演説の概要                                 |
| ---------------------------- | -------------------------- | ---- | ------------------------------------------ |
| 1964年10月13日（初日）       |                            |      |                                            |
| ペトロ・シェレスト           | ウクライナ党第一書記       | 賛成 | 産業・農業問題を中心に党機関の現地活動     |
| アレクサンドル・シェレーピン | 党中央委員会書記           | 賛成 | ニキータ・フルシチョフの体制               |
| アンドレイ・キリレンコ       | 党中央委員会政治局員       | 賛成 | レーニン主義および集団統治の原則からの造反 |
| キリル・マズロフ             | 最高会議幹部会議員         | 賛成 | 人格崇拝及びカザフ共和国の処女地問題       |
| L.エフィモフ                 | 党中央委員会政治局員       | 賛成 | 党規約違反                                 |
| ヴァシリー・ムジャバナゼ     | グルジア党第一書記         | 賛成 | 諸社会主義国指導者への無粋な振る舞い       |
| ミハイル・スースロフ         | 党中央委員会書記           | 賛成 | フルシチョフ個人崇拝の形成                 |
| ヴィクトル・グリシン         | 全ソ労働組合中央評議会議長 | 賛成 | 感情的な性格                               |
| 1964年10月14日（2日目）      |                            |      |                                            |
| ドミトリー・ポリャンスキー   | 党中央委員会政治局員       | 賛成 | 自制心の喪失から来る行動が国家への不利益   |
| アレクセイ・コスイギン       | 閣僚会議第一副議長         | 賛成 | 人格崇拝及び政治局員の過労創出             |
| アナスタス・ミコヤン         | 最高会議幹部会議長         | 反対 | フルシチョフの長所を述べ再度の機会を要望   |
| ニコライ・ポドゴルヌイ       | 党中央委員会政治局員       | 賛成 | ミコヤン演説の非難及び人格崇拝の非難       |

3日にわたる総会の末、フルシチョフは自発的にあらゆる役職から辞任する。

#### ソ連共産党23回大会
ブレジネフの第一書記就任後初となる1966年のソ連共産党第23回大会では、フルシチョフの外交政策「平和共存」を踏襲したが、内政においてはフルシチョフの施策を否定した。すなわち、この大会ではフルシチョフ時代に改組された党機関とソ連執行機関を旧に復するとともに、党規約をも改正して政治局の名称を復活し、書記長制へと回帰したのである。

## 1980年代
1980年代の10年間に起こった多くの事象はソビエト連邦という存在そのものの終焉に近づかせた。1980年のアレクセイ・コスイギンの死から始まった世代交代、ソ連外交の転換点の一つとなる大韓航空機撃墜事件（1983年）、ミハイル・ゴルバチョフの就任（1985年）。これら前半期の出来事に加え、1980年代後半にはチェルノブイリ原子力発電所事故（1986年）、中距離核戦力全廃条約（1987年）、ペレストロイカ（1988年）、マルタ会談（1989年）がそれぞれソ連邦を大きく揺るがすこととなる。

### 一つの世代の終焉
1980年12月18日のアレクセイ・コスイギンの死と、1982年1月15日のミハイル・スースロフ第二書記、そして同年11月10日のブレジネフ書記長の死は、ソビエト連邦を治めた重役の死のみにならず、ポスト・フルシチョフという一つの世代が過ぎ去ったことを意味した。3人はいずれもフルシチョフ政権において党中央へと出世し、その裏でフルシチョフの解任計画を立案したのである。

### グルジアの異端的実験
グルジア共和国書記長エドゥアルド・シェワルナゼが1979年に同国共産党へ置いた世論センターは、グルジア国土における事業の質を監視し、民衆からの不満な評価をもらった高官を解職するのに役立った。その後にシュワルナゼが行った政策というのは、企業家の精神を有効に活用するための企業の自主管理、市場関係に基づいた価格設定、小規模企業の家族経営、闇企業の合法化などであり、さらには文化芸術、報道全般の統制も緩める。

## 連邦の終焉
詳細は「ソビエト連邦の崩壊」を参照

## 諸国の情勢
- ロシア ソビエト連邦に置き換わる独立国家共同体（CIS）でも圧倒的な影響力を保持するが、国内の経済苦境は政情不安の要因となった。新憲法の制定をめぐって1993年に大統領派と最高会議派による衝突は、国家の安定性を著しく損なうこととなった。
- ウクライナ
- ベラルーシ　1995年にアレクサンドル・ルカシェンコが指導者となると、国旗変更などを行い、ソビエト連邦時代を重視する姿勢を見せる。
- ウズベキスタン
- カザフスタン　独立前夜よりヌルスルタン・ナザルバエフによる治世が始まったことにより、周辺諸国のような政情悪化は免れる。市場経済への移行、国内核兵器の全廃に達成するなど、内外両面での安定確保に成功した。またカザフスタンが中央アジア地域に属することを他の中央アジア4カ国と宣言した。
- グルジア
- アゼルバイジャン　ナゴルノ・カラバフを巡る問題やソ連以前の歴史問題が表面化したことにより、アルメニアとの関係は事実上戦争状態に陥った。一方で石油などの資源を生かした経済再建は進み、首都バクーでは再開発が行われた。
- リトアニア　ラトビア、エストニア同様、CISなどの連合体には参加せず、西側との関係構築を模索した。
- モルドバ　隣国ルーマニアとの統合に向けた議論が加速したものの、頭打ちとなった。
- ラトビア　リトアニア、エストニア同様、CISなどの連合体には参加せず、西側との関係構築を模索した。
- キルギス
- タジキスタン　1997年まで内戦状態にあった。
- アルメニア　隣国アゼルバイジャンとの衝突、トルコとの関係悪化などの問題が表面化した。
- トルクメニスタン　1995年、国際連合によって永世中立国と承認される。
- エストニア　リトアニア、ラトビア同様、CISなどの連合体には参加せず、西側との関係構築を模索した。

## 年表
ソビエト連邦の歴史のうちに重要な出来事を列挙していく。
1917年
- 2月27日[注 6]　ペトログラード労働者兵士代議員ソビエト結成。
- 3月2日[注 7]　ニコライ2世退位。ロシア臨時政府組織。
- 4月3日[注 8]　ウラジーミル・レーニン、亡命先より帰還。
- 4月4日[注 9]　レーニン、四月テーゼ。
- 6月3日[注 10]　第1回全ロシア労働者=兵士ソビエト大会開会（24日まで）。
- 10月10日[注 11]　ボリシェヴィキ、武装蜂起決議を採択。党中央委員会政治局設置。
- 10月25日[注 12]　ペテルブルクにおける武装蜂起の勝利（十月革命）。臨時政府崩壊。
  - 第2回全ロシア=ソビエト大会開会（翌26日まで）。
- 10月26日[注 13]　平和に関する布告および土地に関する布告を採択。人民委員会議（ソビエト政府）発足。
- 11月2日[注 14]　人民委員会議、ロシア諸民族の権利宣言を採択。
- 12月11日[注 15]第1回全ウクライナ=ソビエト会議開会（12日[注 16]）。
- 12月12日[注 17]　ウクライナ・ソビエト共和国成立。

1918年
- 1月10日[注 18]　第3回全ロシア=ソビエト大会開会（18日まで）
  - ロシア・ソビエト連邦社会主義共和国（ソビエト=ロシア）成立。
- 1月15日[注 19]　党中央委員会、赤軍創設。
- 1月20日[注 20]　人民委員会議、教会の国家及び学校からの分離布告を採択。
- 2月14日　グレゴリオ暦の採用。
- 3月3日　ソビエト=ロシア、ブレスト＝リトフスク条約を締結。
- 3月6日　第7回ロシア社会民主党大会開会（8日まで）。党名をロシア共産党(ボリシェヴィキ)へ改称。
- 3月11日　人民委員会議（ソビエト政府）、首都をモスクワへ移す。
- 3月14日　第4回全ロシア=ソビエト大会開会（16日まで）。
- 7月4日　第5回全ロシア=ソビエト大会開会（10日まで）。
- 7月10日　ソビエト=ロシア、最初の憲法を採択。
- 7月17日　ロマノフ家、エカテリンブルクにて銃殺される。
- 10月29日　第1回全ロシア共産青年同盟大会開会（11月4日まで）。コムソモール創設。
- 11月6日　第6回全ロシア=ソビエト大会開会（9日まで）。
- 11月13日　ソビエト=ロシア、ブレスト=リトフスク条約破棄を決議。

1919年
- 1月1日　白ロシア・ソビエト共和国成立。
- 7月6日　ソビエト=ロシア、アフガニスタンとの国交を樹立。
- 12月5日　第7回全ロシア=ソビエト大会開会（9日まで）。

1920年
- 4月6日　極東共和国成立。
- 4月26日　ホラズム人民ソビエト共和国樹立。
- 4月28日　アゼルバイジャン・ソビエト社会主義共和国樹立。
- 9月14日　ブハラ人民ソビエト共和国樹立。
- 11月29日 アルメニア・ソビエト社会主義共和国樹立。
- 12月22日　第8回全ロシア=ソビエト大会開会（29日まで）。ゴエルロ計画採択。

1921年
- 2月22日　ゴスプラン創設。
- 2月25日　グルジア・ソビエト社会主義共和国樹立。
- 12月23日　第9回全ロシア=ソビエト大会開会（28日まで）。

1922年
- 4月16日　ソビエト=ロシア、ドイツとの国交回復。
- 12月30日　第1回全連合ソビエト大会開会。ソビエト社会主義共和国連邦成立。

1923年
1924年
- 1月21日　ウラジーミル・レーニン死去。
- 1月26日　第2回全連合ソビエト大会開会（2月2日まで）
  - ペトログラード、レニングラードへと改称。
  - 1月31日　最初のソビエト連邦憲法を採択。

1925年
- 1月20日　日本との国交を樹立、ならびに北サハリンの返還。
- 5月13日　第3回全連合ソビエト大会（20日まで）。

1927年
1928年
- 1月1日　第1次5カ年計画（ソ連邦国民経済発展第1次5カ年計画）実施（1932年まで）。

1929年
- 12月5日　タジク・ソビエト社会主義共和国成立。

1930年
- 4月6日　中央執行委員会、レーニン勲章および赤星勲章を制定。

1931年
- 3月8日　第6回全連合ソビエト大会開会（17日まで）。

1932年
1933年
- 1月1日　第二次5カ年計画（1937年まで）。
- 11月16日　アメリカ合衆国との国交を樹立。

1934年
- 4月16日　中央執行委員会、ソ連邦英雄を制定。
- 8月17日　第1回全連合作家同盟大会開会（9月1日まで）。

1935年
- 1月28日　第7回全連合ソビエト大会開会（2月6日まで）。

1936年
- 11月25日　第8回全連合ソビエト大会開会（12月5日まで）。
  - 12月5日　新ソビエト連邦憲法を採択。

1937年
1938年
- 1月1日　第3次5カ年計画（1942年まで[注 21]）。
- 1月12日　第1回ソビエト連邦最高会議開催。
- 12月27日　最高会議幹部会、社会主義労働英雄を制定。

1939年
- 8月23日　独ソ不可侵条約締結。

1940年
- 6月28日　ベッサラビアおよびブコビナを領有。
- 7月21日　バルト諸国占領（8月6日まで）。
  - 8月3日　リトアニア・ソビエト社会主義共和国が加盟。
  - 8月5日　ラトビア・ソビエト社会主義共和国が加盟。
  - 8月6日　エストニア・ソビエト社会主義共和国が加盟。

1941年
- 4月13日　日ソ中立条約締結。
- 6月22日　ドイツ、ソビエト連邦を奇襲（独ソ戦）。
- 6月30日　国家防衛委員会発足。議長にスターリン。

1942年
1943年
1944年
1945年
- 2月4日　クリミア半島ヤルタにて米英ソ首脳による会談。
- 5月8日　ドイツの無条件降伏。
- 6月24日　赤の広場で勝利のパレード開かれる。
- 8月9日　日本に対し戦線布告。満洲、千島列島および樺太へと進攻（ソ連対日参戦ソ連対日参戦）。
- 12月16日　モスクワ三国外相会議開催（26日まで）。

1946年
- 1月1日　第4次5カ年計画（1950年まで）。
- 3月15日　ソビエト連邦最高会議、人民委員会議の閣僚会議への置換を採択[注 22]。

1947年

1948年
- 2月4日　ルーマニア人民共和国との相互援助友好条約締結。
- 2月18日　ハンガリー人民共和国との相互援助友好条約締結。
- 3月18日　ブルガリア人民共和国との相互援助友好条約締結。
- 4月6日　フィンランドとの相互援助友好条約締結。
- 10月　ソ連軍が北朝鮮から撤退開始（12月完了）。

1950年
- 2月14日　中華人民共和国との友好同盟相互援助条約締結。

1982年
- 11月10日　ブレジネフ書記長死去。後任にユーリ・アンドロポフ。

1985年
- 3月10日　チェルネンコ書記長死去。
- 3月11日　ミハイル・ゴルバチョフが書記長に就任。

1986年
- 4月26日　チェルノブイリ原子力発電所事故

1988年
- 6月28日　第19回党協議会（ロシア語版）開会。

1991年
- 8月19日　8月クーデター発生（22日失敗）。
- 12月8日　ベロヴェーシ合意
- 12月13日　ソ連邦共産党解散。
- 12月21日　アルマ・アタ宣言
- 12月25日　ゴルバチョフ大統領辞任。